# Begonia lyniceorum
Espèce
Begonia lyniceorum est une espèce de plantes de la famille des Begoniaceae.
L'espèce fait partie de la section Weilbachia.
Elle a été décrite en 1983 par Kathleen Burt-Utley.

## Répartition géographique
Cette espèce est originaire du pays suivant : Mexique.